# 富阳西站
富阳西站位于中华人民共和国浙江省杭州市富阳区富春街道西邮村，是商杭客运专线和建设中杭温高速铁路上的一座车站，2022年9月22日随合杭高铁湖杭段开通而投入使用。该车站是富阳区第二座火车站，距富阳区城中心约8公里。

## 车站结构

### 站房
富阳西站的设计理念为“富春山韵、可游可居”，为线侧下式站房，总建筑面积3.8万平方米，设计最高聚集人数为800人。其中地下一层为架空层，架空层以上站房主体一层，两侧局部三层。
- 候车区域
- 检票口
- 服务中心及售票处

### 站场

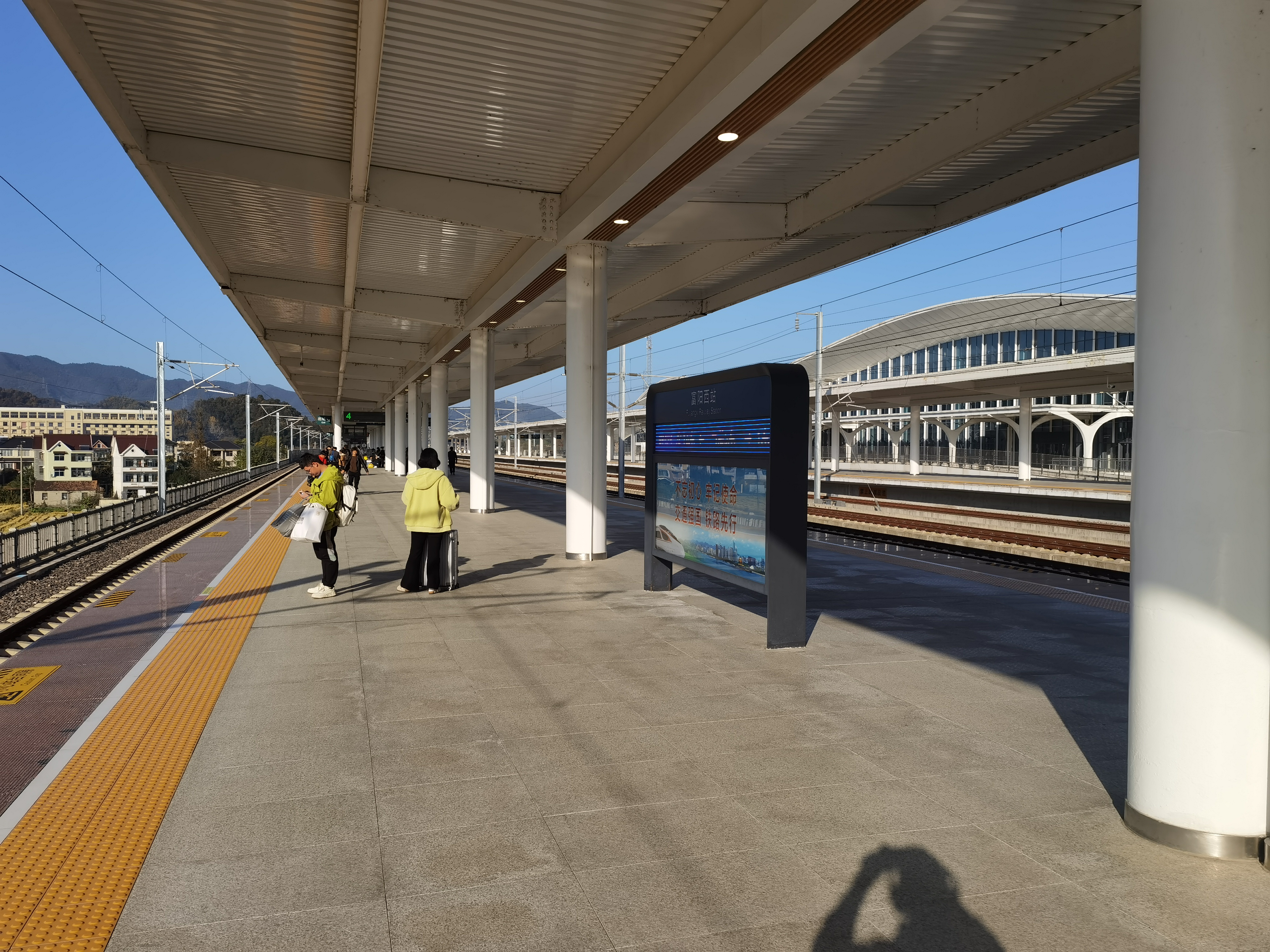
3号和4号站台（往杭州西方向）

富阳西站设2站台6线，其中正线2条，到发线4条，站台为两个岛式站台。
| 东↑ | 站房 | 售票处、候车室、进出站                        |  |
|     | 1    | 到发线                                        |  |
|     | 岛式 |                                               |  |
|     | 2    | 到发线                                        |  |
|     |      | （杭州西站）商杭客运专线 下行正线（桐庐东站） |  |
|     |      | （杭州西站）商杭客运专线 上行正线（桐庐东站） |  |
|     | 3    | 到发线                                        |  |
|     | 岛式 |                                               |  |
|     | 4    | 到发线                                        |  |
| 西↓ |      |                                               |  |

## 接驳交通
富阳西站有接驳公交2103B路可前往富阳客运西站，每日发行3对。此外，距离富阳西站约900米处有华家埭公交站，可乘坐2103路、2127路等多条公交线路。